# 鹿特丹大廈
鹿特丹大廈（De Rotterdam）是位於荷蘭鹿特丹的一栋建筑，高度為149米，共有44層，总建筑面积约为160,000平方米，是荷兰最大的建筑。該建築內部為办公室、酒店和公寓，由大都会建筑事务所于1998年设计，2009年開工，2013年底完工。